# The Last Song (nummer)
"The Last Song" is een nummer van de Britse muzikant Elton John uit 1992.
Het nummer is uitgebracht als de derde single van zijn 23e studioalbum, The One. Zoals bij de meeste nummers van John, is de muziek geschreven door John en de teksten door Bernie Taupin. Behalve John is op het nummer ook Guy Babylon te horen, op keyboard.
Bernie Taupin faxte de tekst van het nummer naar Elton John in Parijs kort nadat Queen-zanger Freddie Mercury aan aids was overleden. John gaf in een interview met The Advocate aan dat het daardoor erg moeilijk voor hem was de muziek op deze teksten te schrijven. Het nummer was de eerste van Johns Amerikaanse singles waarvan de opbrengsten ten goede komen aan zijn aids-stichting. Het nummer speelt een prominente rol in de film And the Band Played On (1993) van Roger Spottiswoode.
De single bereikte de top 40 in meerdere landen. In Canada haalde het de 7e plaats, in de Nederlandse Top 40 de 36e. De videoclip voor het nummer was geregisseerd door Gus Van Sant.